# Raúl Labrador
Raúl Rafael Labrador (Carolina, 8 dicembre 1967) è un politico statunitense, membro della Camera dei Rappresentanti per lo stato dell'Idaho dal 2011 al 2019.

## Biografia
Nato a Porto Rico, Labrador studiò alla Brigham Young University e si laureò in legge all'Università di Washington.
Dopo aver svolto la professione di avvocato, entrò in politica con il Partito Repubblicano e nel 2006 venne eletto all'interno della legislatura statale dell'Idaho. Nel 2010 si candidò alla Camera dei Rappresentanti e a sorpresa sconfisse il deputato democratico in carica Walt Minnick. Nelle elezioni successive venne riconfermato dagli elettori.
Labrador è considerato un conservatore. Sposato con Rebecca, è padre di cinque figli.